# Osmunda obtusa
Osmunda obtusa là một loài dương xỉ trong họ Osmundaceae. Loài này được Banks. & Sol., mô tả khoa học đầu tiên năm 1786.
Danh pháp khoa học của loài này chưa được làm sáng tỏ. 